# Rieder-Mahlzeit
Die Rieder-Mahlzeit (auch Riedersche Mahlzeit und Kontrastmahlzeit genannt) bezeichnet einen nach dem Radiologen Hermann Rieder benannten Kontrastmittelbrei zur Darstellung der Magen-Darm-Passage.
Rieder veröffentlichte 1904 die ersten aussagekräftigen radiologischen Monokontrastuntersuchungen am lebenden Menschen. Dazu ließ er Kontrastmittelbrei schlucken und erstellte Röntgenaufnahmen des Magens und des Darmes.
Rieder mischte ursprünglich 350 g Grießbrei mit 50 g Bismutcarbonat zur Herstellung seines Kontrastmittelbreis. Später verwendete man statt Bismutcarbonat das ungefährlichere Bariumsulfat.